# سلافن بيليتش
سلافن بيليتش (بالكرواتية: Slaven Bilić)‏ (11 سبتمبر 1968 -) [ˈslaʋɛn ˈbi:litɕ] (بالكرواتية: Slaven Bilić)، لاعب كرة قدم كرواتي سابق، مدرب وست هام يونايتد الإنجليزي سابقا، كان عضوا في الفريق الكرواتي بين أعوام 1994 - 1998، شارك في بطولة كأس الأمم الأوروبية عام 1996، وأحرز مع المنتخب الترتيب الثالث في بطولة كأس العالم لكرة القدم عام 1998.

## مسيرته الكروية
لعب سلافن بيليتش خلال مسيرته الاحترافية مع 5 أندية في ثلاثة عشر موسمًا وسجل خلالها 27 هدفًا ضمن 281 مباراة. حيث فاز في ثلاثة مواسم بالكأس وفي موسم واحد بالدوري.
خاض سلافن بيليتش مسيرته مع نادي هايدوك سبليت في موسم 1988–89 في المرة الأولى ليلعب معه خمسة مواسم ثم في موسم 1999–00 لمدة موسم واحد، مشاركًا طوالها في 118 مباراة سجل خلالها 13 هدفًا. ثم انتقل إلى نادي كارلسروه في موسم 1993–94 ولمدة موسمين، حيث شارك في 54 مباراة سجل خلالها 5 أهداف. لينتقل بعدها إلى نادي وست هام يونايتد في موسم 1995–96 ولمدة موسمين، مشاركًا في 48 مباراة سجل خلالها هدفين. ثم انتقل إلى نادي إيفرتون في موسم 1997–98 ولمدة موسمين، مشاركًا في 28 مباراة ولم يسجل أي هدف.

## روابط خارجية
- سلافن بيليتش على موقع الاتحاد الدولي (مؤرشف)  (الإنجليزية)
- سلافن بيليتش على موقع قاعدة بيانات كرة القدم.إي يو (الإنجليزية)
- سلافن بيليتش على موقع ناشيونال فوتبول تيمز (الإنجليزية)
- سلافن بيليتش على موقع Soccerbase.com (لاعب) (الإنجليزية)
- سلافن بيليتش على موقع Soccerbase.com (مدرب) (الإنجليزية)
- سلافن بيليتش على موقع Soccerway.com (الإنجليزية)
- سلافن بيليتش على موقع عالم كرة القدم.نت (الإنجليزية)
- سلافن بيليتش على موقع كووورة